# Superfire, l'enfer des flammes
Pour plus de détails, voir Fiche technique et Distribution.
Superfire, l'enfer des flammes (Superfire) est un téléfilm américain en deux parties totalisant 210 minutes, réalisée par Steven Quale, diffusée à partir du 20 avril 2002 sur le réseau ABC.
Les informations de diffusion dans les pays francophones ne sont pas disponibles.

## Synopsis

### Première partie
Ce jour-là, James Merrick, pilote de Canadair, et son ami Reggie, copilote, participent à une opération de sauvetage des leurs : des pompiers parachutés quelques heures plus tôt sur les lieux d'un sinistre sont dangereusement encerclés par les flammes. Mais James, sûr de posséder une parfaite connaissance de son métier, ne souscrit pas aux directives que son chef Paul Baylis lui transmet depuis la base. Il désobéit et des tonnes d'eau sont déversées au mauvais endroit : douze soldats du feu meurent brûlés. Traumatisé, James cesse de piloter et se consacre désormais à la documentation des incendies. Un jour, Reggie lui propose de faire à nouveau équipe avec lui, toujours sous les ordres de Paul Baylis, décidé à tourner la page. D'emblée, James se heurte à l'hostilité des pilotes et des pompiers avec lesquels il va travailler, et notamment de la belle Sammy, chef de patrouille…

### Deuxième partie
James est parvenu à se faire respecter de l'équipe ; seule Sammy demeure inamicale. Mais le pilote, rebelle à toute autorité, s'oppose fréquemment à son chef Paul Baylis. Trois foyers d'incendie sont détectés dans la réserve de Speeder Point et l'Henderson Valley, où vivent quinze mille personnes, est particulièrement menacée. James est persuadé qu'un gigantesque brasier, du même type que celui qu'il a affronté vingt ans plus tôt, va s'ensuivre. Il conseille l'instauration d'un vaste plan d'alerte qui comprend l'évacuation des villes situées dans la zone en danger. Baylis hésite longuement avant de finalement suivre les suggestions de son subordonné. Sous l'autorité du massif Joe Nighttrail, d'origine indienne, qui connaît remarquablement la forêt, les soldats du feu sont parachutés sur les lieux du sinistre.

## Distribution
- D. B. Sweeney (VF : Damien Boisseau) : James Merrick
- Diane Farr (VF : Frédérique Tirmont) : Sammy Kerns
- Chad Donella (VF : Damien Ferrette) : Rob Torreck
- Ellen Muth (VF : Barbara Delsol) : Jill Perkins
- Gedeon Burkhard (VF : Boris Rehlinger) : Reggie
- Craig McLachlan (VF : Thierry Ragueneau) : Jack Skidder
- Wes Studi (VF : Bernard Métraux) : Joe Nighttrail
- John Noble (VF : Philippe Catoire) : Paul Baylis
- Katrina Hobbs (VF : Céline Mauge) : Kathy
- Kate Raison (en) (VF : Emmanuèle Bondeville) : Beth Perkins
- Latham Gaines (en) (VF : Georges Caudron) : Dr Simon Orr
- Jay Bunyan (VF : Yoann Sover) : Dennis

Source et légende : version française (VF) sur Doublagissimo